# Lampadopteryx
Lampadopteryx là một chi bướm đêm thuộc họ Geometridae.